# Panicum sphaerocarpon
Panicum sphaerocarpon är en gräsart som beskrevs av Stephen Elliott. Panicum sphaerocarpon ingår i släktet vipphirser, och familjen gräs. Inga underarter finns listade i Catalogue of Life.

## Bildgalleri

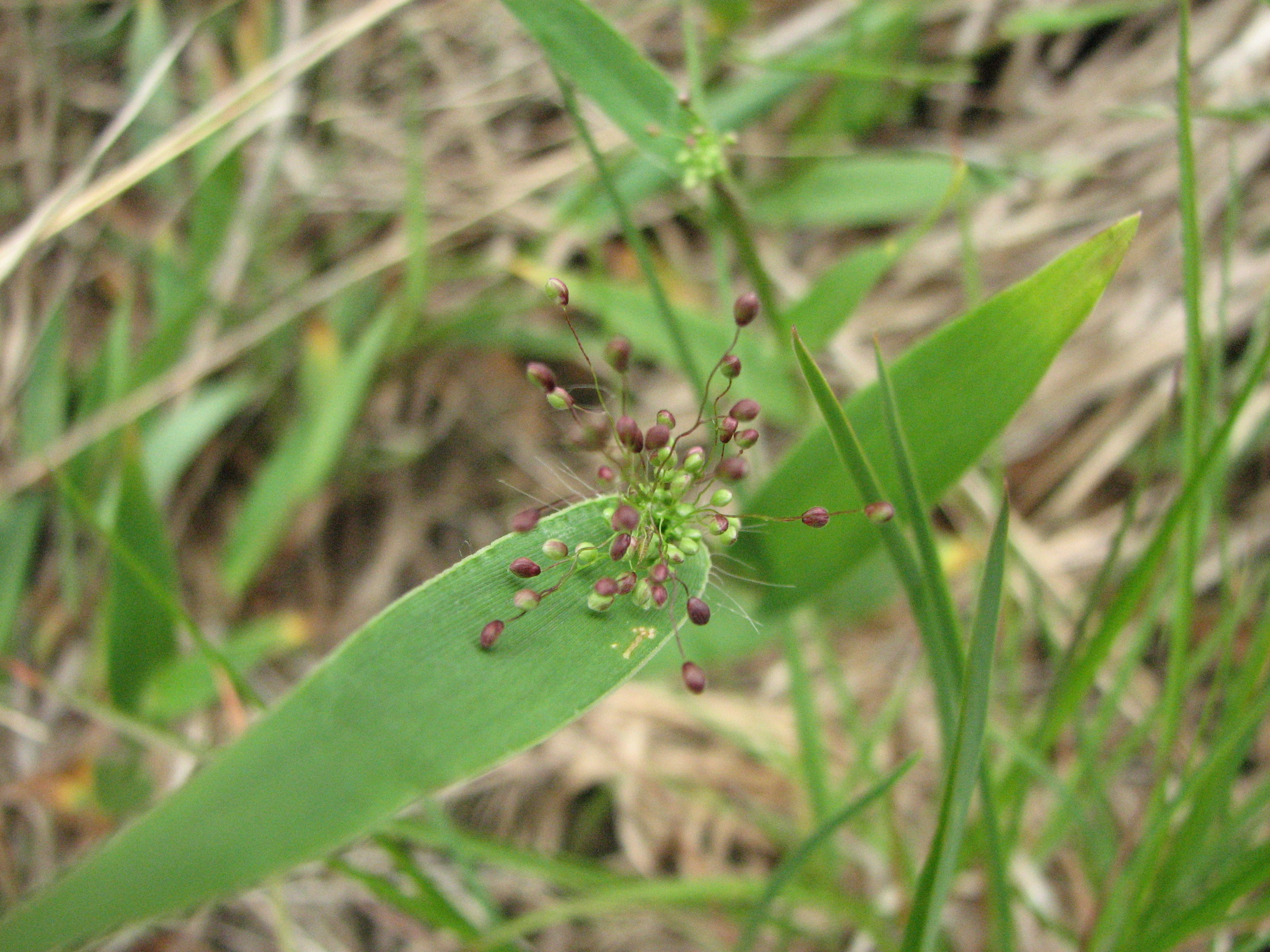